# Salvador Mota
Salvador Mota (* 10. April 1922 in Guadalajara; † 10. Februar 1986 in Mexiko-Stadt) war ein mexikanischer Fußballtorwart.
Mota begann seine aktive Laufbahn 1942 beim Hauptstadtverein América und wechselte 1944 zum CD Guadalajara, bei dem er bis 1947 unter Vertrag stand. Die längste Zeit seiner Spielerkarriere war Mota für den CF Atlante tätig, mit dem er in den Spielzeiten 1950/51 und 1951/52 die Copa México und 1952 (durch einen 1:0-Erfolg gegen León) außerdem noch den mexikanischen Supercup gewann.
Salvador Mota gehörte 1954 zum mexikanischen WM-Aufgebot und bestritt das erste Vorrundenspiel für "el Tri" gegen Brasilien (0:5). Es war der einzige Länderspieleinsatz seiner Karriere. Denn ansonsten hütete zu jener Zeit die mexikanische Torwartlegende Antonio Carbajal das Tor der Nationalmannschaft.